# Kemence (építmény)

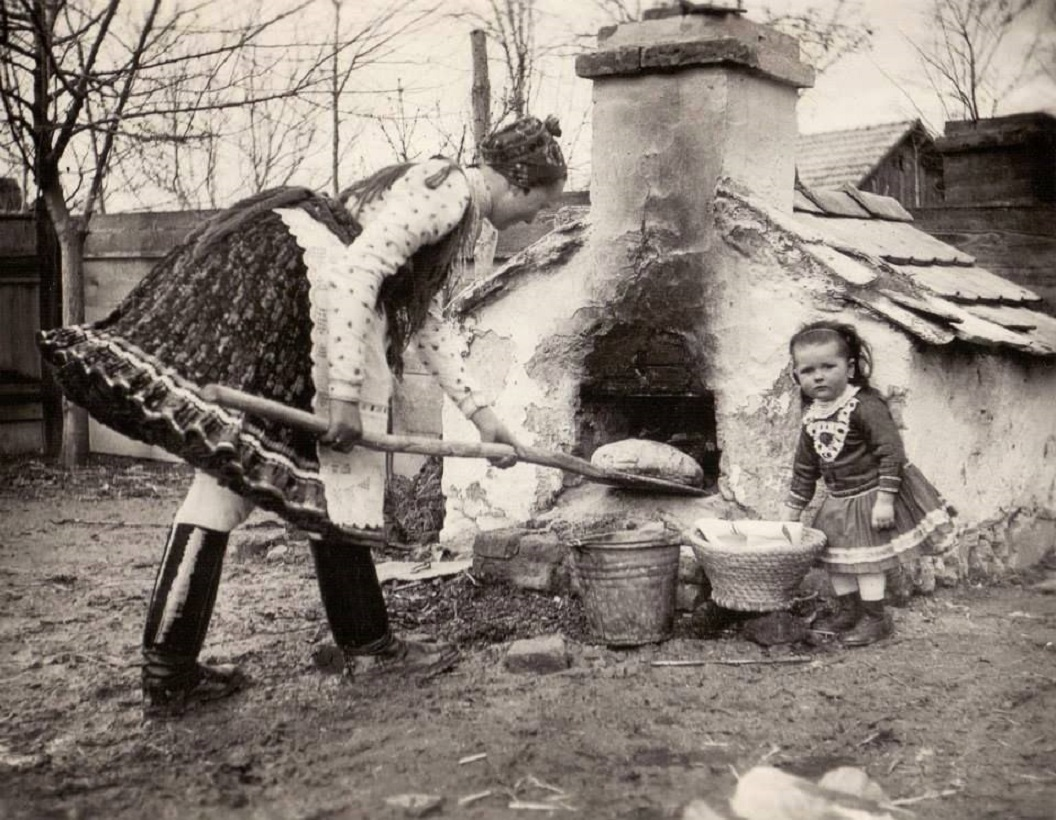
Kenyérsütés kemencében

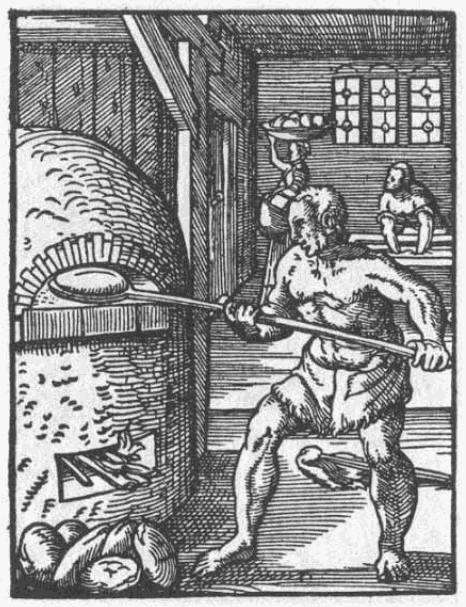
Kemence ábrázolása 1568-ból

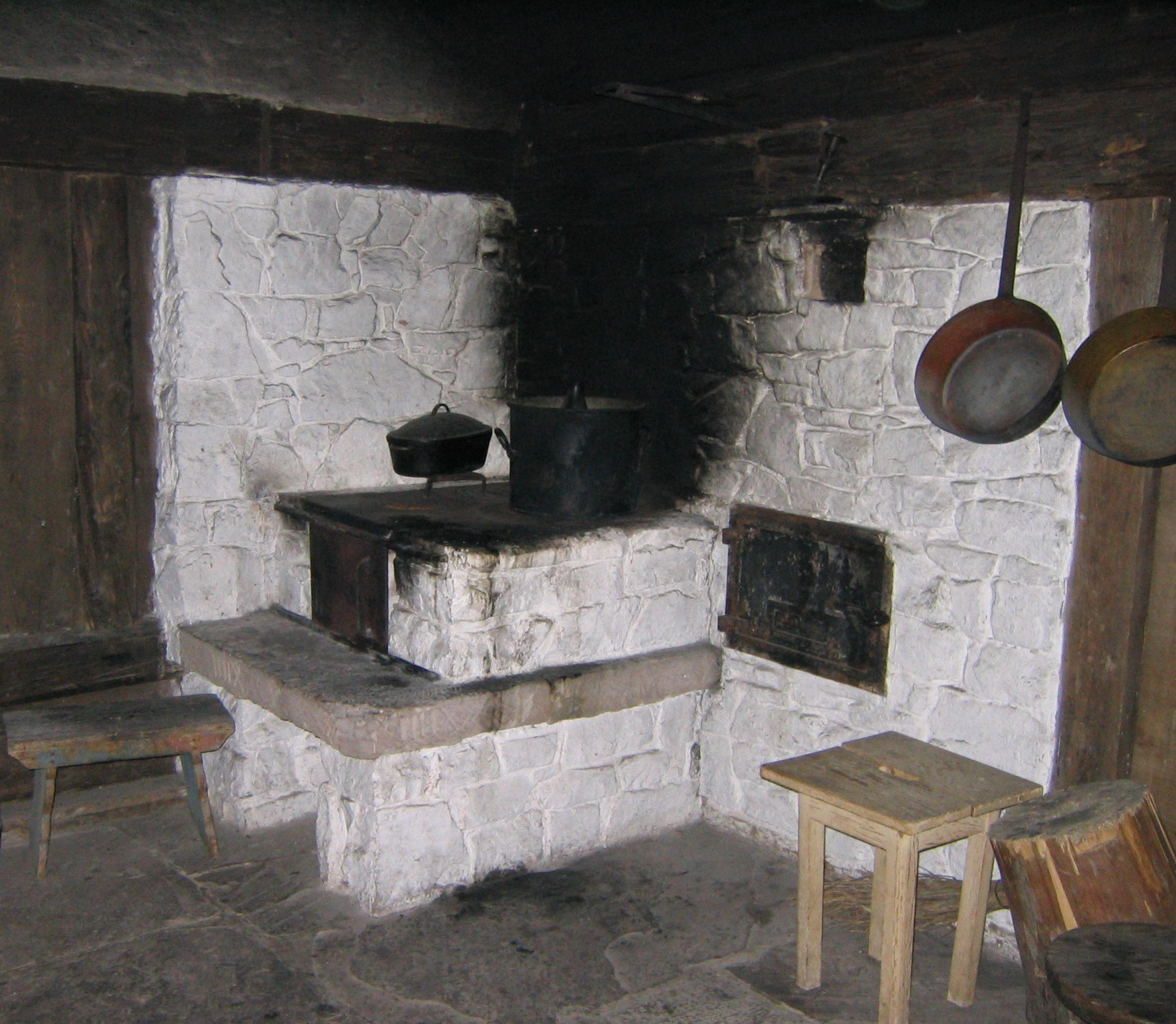
Szögletes alakú kemence

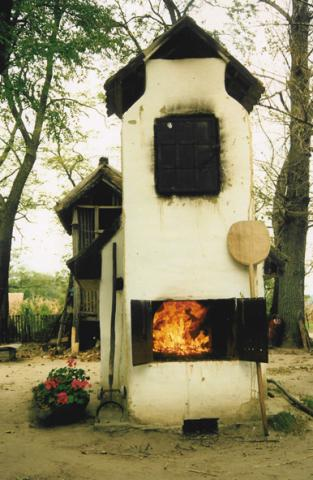
Szabadtéri kemence

A kemence az egyik legősibb, ember által épített tűzhely, tűzrakóhely-típus. Általában sütésre, főzésre, pörkölésre vagy egyéb élelmiszer-feldolgozásra használták őseink a mindennapjaikban. Tüzelőanyaga általában fa, az épület belsejében lévő kemence kéményhez csatlakozik, és a belső tüzelésűek az égéshez a helyiségbe bevezetett levegőt használják.

## Felépítése
A kemence a hagyományos paraszti házakban a szoba konyha felőli falához épült. A nagyobbaknak négyszögletű, a kisebbeknek tojás alakú alaprajzuk volt. Általában a kemencék alá padkát raktak, ezzel emelve meg a kemenceszáj szintjét. Ennek magassága kb. 80–100 cm. Ez nemcsak hogy megkönnyítette a munkát, hanem hőszigetelő rétegként is működött. A padka a kemencénél nagyobb alapterületű volt, így erre lehetett ülni vagy pakolni. A kemencetest háta és a fal között lévő részt hívták kuckónak vagy sutnak. A kemencetest legtöbbször íves kialakítású.
A kemence, mint tűzhely, egyes változatai azonosak a többcélú cserépkályháéval (járatos, tűzhelyes kemence, mely tartalmaz egy épített tűzhelyet főzőlapokkal, és mellette egy épített, független légterű sütőteret).

## Története
Szinte a tűz meleget adó, és ételt ízesebbé tevő képességének felfedezésével egyidőben jött az emberek igénye a tűz kordában tartására. A barlangban lakó őseink a kezdetben csak a földre rakott tűzhelyet kezdték el kövekkel körbebástyázni.
Az ókori Római Birodalomban már építettek fűtési funkciót ellátó külső tüzelésű kemencéket, amelyek füstjét a helyiségekben álló üreges oszlopok belsejében vezették ki a szabadba. Más helyen a fűtendő helyiség alá épített fűtőkamra/tűztér boltíves tetején lyukakat hagytak, fölé kövekből vastag hőtároló réteget emeltek, amelyen a kiáramló meleg füst és levegő távozott. Nagyobb rendszerekben az oszlopokra épített padló alatt vitték ki a füstöt. Az erre épített padlón bedugaszolható lyukak voltak, amit tüzelésnél bedugtak, hogy a füst ne áramoljon a lakóhelyiségbe. Amikor kellőképpen felmelegítették a hőtároló köveket, akkor a tüzet hagyták kialudni, és utána a padlón lévő lyukakat szabaddá tették. A köveken átáramoltatott levegő felmelegedett, és szabadon beáramolhatott a helyiségbe. Ezt hypocaustum rendszernek nevezték. Később ezt a rendszer a középkori kolostorok (Margit-szigeti domonkos kolostor), és pl. a magyar budai, az esztergomi, és a visegrádi királyi vár fűtésében is alkalmazták.
A 13. század környékén kezdtek kialakulni a mai kemencék. Egyszerű építési módjuk és jó hőtartó képességük miatt terjedtek el Magyarországon is.
A 20. században a kültéri kemencék vették át a beltéri, belső tüzelésűek helyét. Sok falu határában közös kemencéket építettek.

## Fajtái

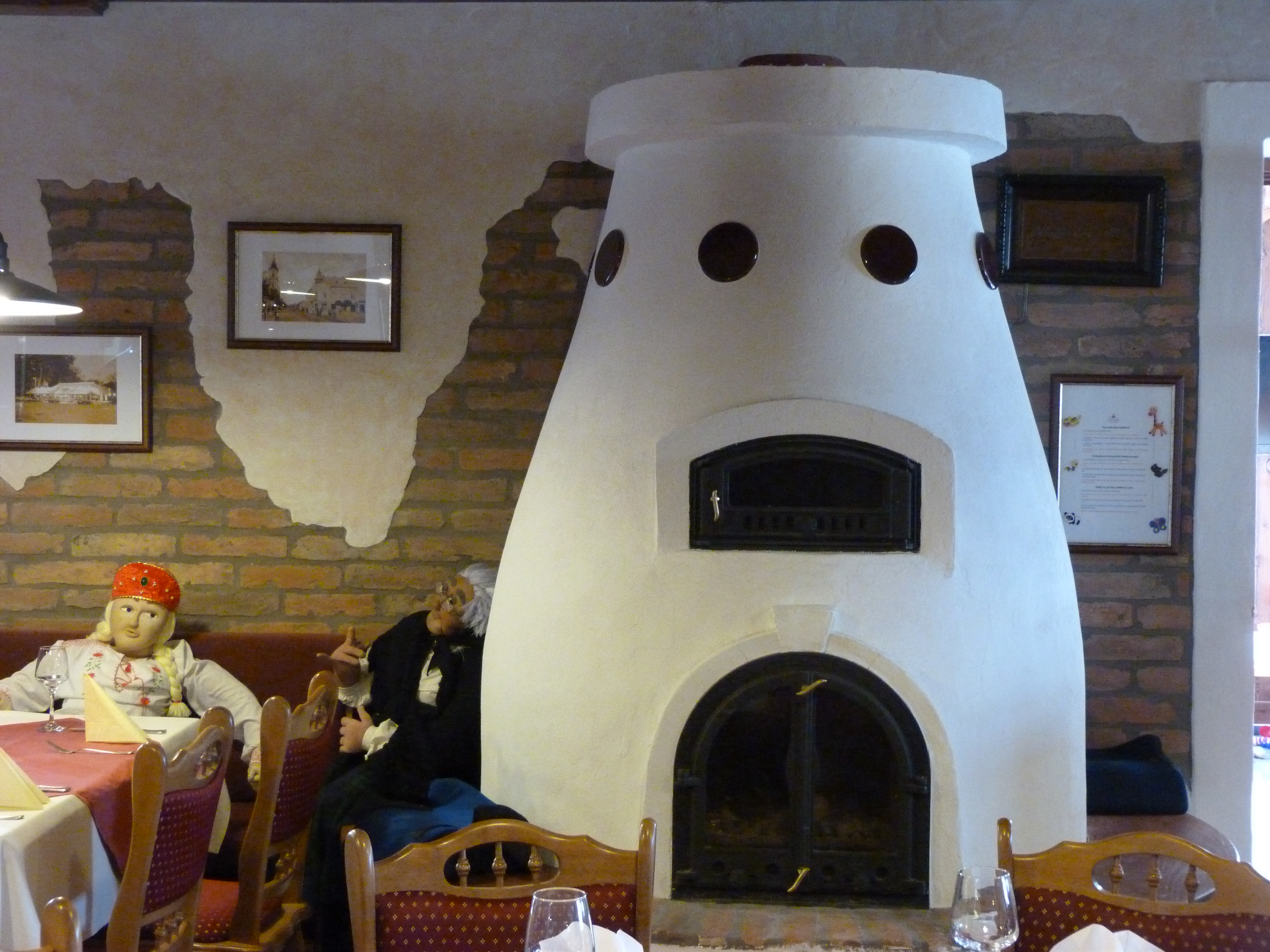
Búboskemence – Siófok, Piroska Csárda – 2015

### Anyaguk szerint
- sárkemencék
- agyaghurkából épített kemencék
- agyagtégla kemencék
- cserépkemencék
- vályogkemencék
- téglakemencék

### Felhasználási mód szerint

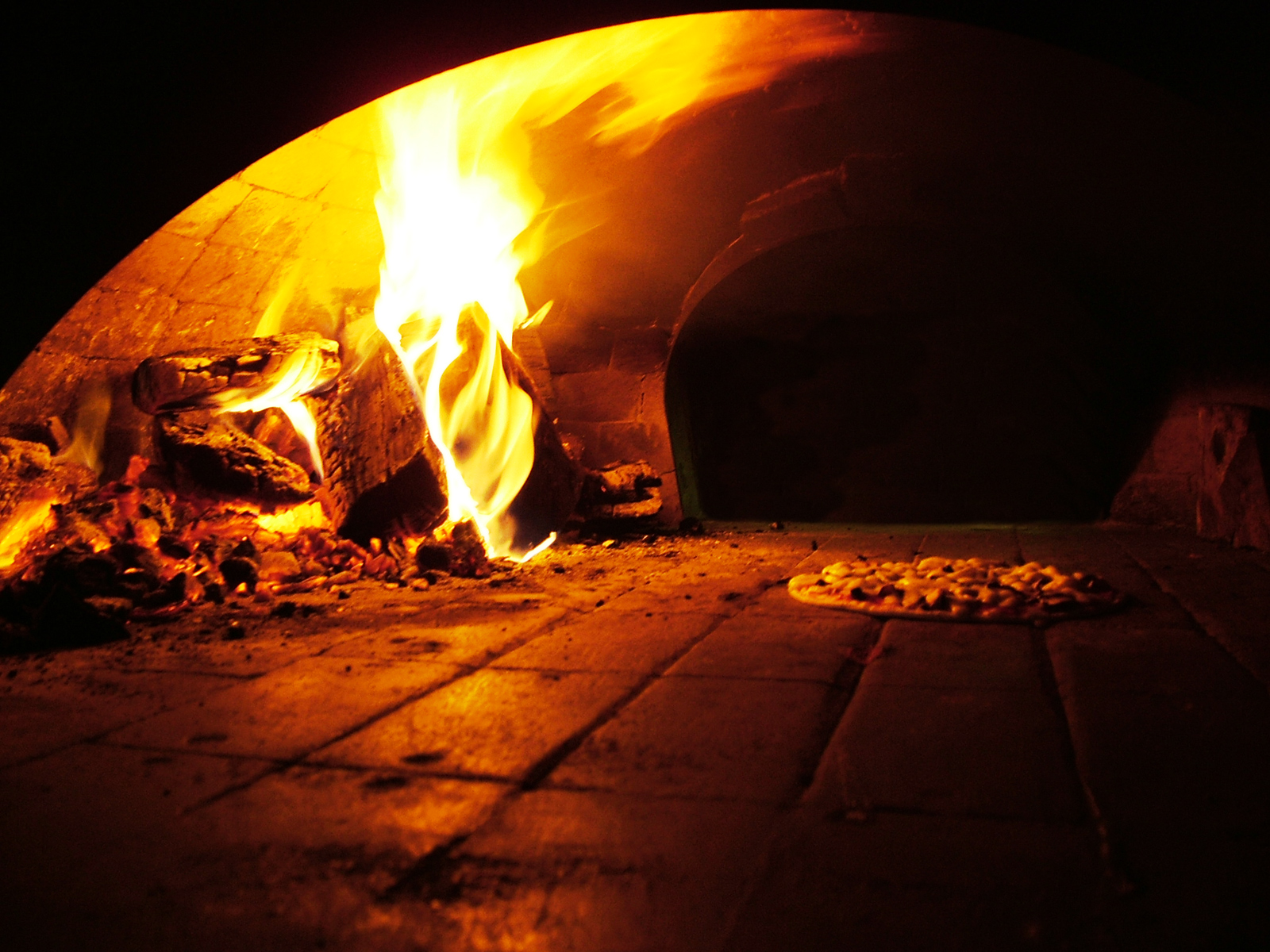
Pizzasütő kemence

- Sütésre, főzésre használatos kemencék
- Szárításra, pörkölésre használatos kemencék
- Füstölőkemencék

Tágabb értelemben léteznek még nem házi célra készült típusok (lásd: egyértelműsítő lap: nagy hőmérsékleten végbemenő technológiai folyamatok elvégzésére alkalmas berendezés):
- Ipari égetőkemencék
  - Fazekas kemence
  - Mészégető kemence
  - Cementégető kemence
  - Hoffmann-féle körkemence (téglagyári kemence)
- Kohászati, fémipari kemencék
  - Hőkezelő kemencék
  - Izzító, melegítő kemencék

### Építési mód szerint
- épületen kívül eső kemencék
- épületen belüli, belső tüzelésű kemencék
- épületen belüli, külső tüzelésű kemencék